# 赤卫军村 (克里米亚)
赤卫军村（羅馬化：Krasnogvardeyskoye），乌克兰当局称库尔曼（烏克蘭語：Курман），法理上是乌克兰克里米亚自治共和国库尔曼区的市级镇及该区的行政中心，事实上为俄罗斯克里米亞共和國赤卫军村区的行政中心。该镇面积10.97平方公里，海拔高度46米，2021年人口数量为11,073人。

## 城市名称
2016年，乌克兰政府通过去共产化法律从原名“赤卫军村”更名为“库尔曼”。但由于俄罗斯直至目前依旧占领该镇，此次更名并未得到有效的实施。

## 图集

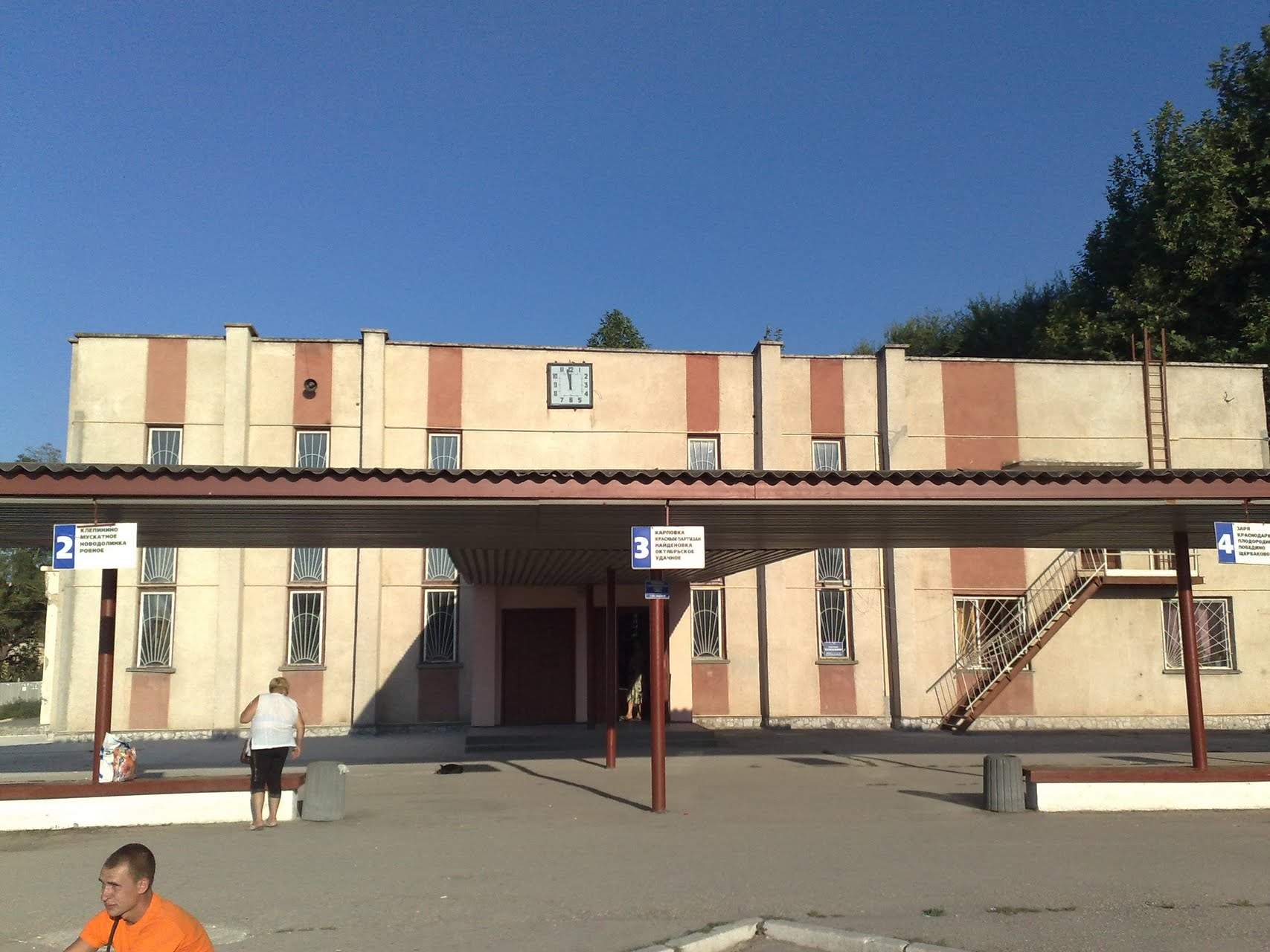